# Ekmnezja
Ekmnezja (łac. ecmnesia) – zaburzenie pamięci, polegające na przeżywaniu przeszłości jako teraźniejszości. Występuje w zaburzeniach dysocjacyjnych, w zaburzeniach świadomości oraz po spożyciu środków halucynogennych. 
W Polsce jako ekmnezję określa się najczęściej znaczne ograniczenie pamięci niedawnych wydarzeń przy względnie dobrze zachowanej pamięci wydarzeń wcześniejszych, występujące w zespołach amnestycznych.